# 라디오 오디션 국민DJ를 찾습니다
《라디오 오디션 국민DJ를 찾습니다》는 방송인 김승현의 진행으로 SBS 러브FM에서 방송되고 있는 라디오 프로그램이다.
2011년 9월 19일 ~ 2012년 3월 7일까지는 1기가 진행되었고 2012년 3월 26일부터 2012년 12월까지 2기 오디션을 진행하고 종영하였다.

## 특징
대한민국 최초의 라디오DJ 공개 오디션 프로그램이다.

## 선발일정
- 1기 일정
- 2011년 8월 8일 ~ 2012년 1월 31일 : 예선 지원접수
- 2011년 9월 19일 ~ 2012년 2월 10일 : 예선(월-목 하루 3명 지원자중 1명 선발.금 선발자 4명중 주장원 1명 선발)
- 2012년 2월 15일 ~ 2012년 2월 24일 : 본선 1차(준.준 결선)(주장원 20명.패자 부활전 우승자 4명 총 24명중 본선 2차 진출자 8명 선발)
- 2012년 2월 27일 ~ 2012년 3월 1일 : 본선 2차(준결선)(8명중 결선 진출자 4명 선발)
- 2012년 3월 7일 : 4명중 1명 선발
- 2기 일정

2012년 3월 26일 ~ : 예선(월-목 하루 3명 지원자중 1명 선발.금 선발자 4명중 주장원 1명 선발)
- 세부 진행 일정은 방송 과정에서 다소 조정될 수 있습니다

## 순위

### 시즌1
| 순위 | 이름   | 소속                                         | 상금     |
| ---- | ------ | -------------------------------------------- | -------- |
| 1위  | 이예랑 | 리코스포츠에이전시, 前SBS, 前아리랑tv, 前EBS | 5000만원 |
| 2위  | 배나영 |                                              | 2000만원 |
| 3위  | 구혜정 |                                              | 1000만원 |
| 4위  | 안영수 | SBS                                          |          |

### 시즌2
| 순위 | 이름   | 소속                                           | 상금     |
| ---- | ------ | ---------------------------------------------- | -------- |
| 1위  | 전영석 | 에프지팩토리, SBS                              | 5000만원 |
| 2위  | 엄경근 | 부산자유학교                                   | 2000만원 |
| 3위  | 김형섭 |                                                | 1000만원 |
| 4위  | 내리   | SONG OF SONGS, 前Acts 29, 前갓피플, 前올씨씨엠 | 500만원  |
| 5위  | 강지연 | 권영찬닷컴, 前광성FM                           |          |

## 우승자의 명예
- 최종 우승자는 거액의 상금과 함께 선발 일정이 끝나고 바로 이어지는 봄개편때 프리랜서 DJ로 자신의 이름이 붙은 라디오 프로그램을 6개월간 진행한다.

1기 최종 우승자로는 프리랜서 MC 이예랑이 선발되었다.
이예랑은 2012년 3월 7일 생방송으로 진행된 ‘국민 DJ 오디션’ 최종 결선에서 구혜정(38) , 배나영(37), 안영수(38) 등을 물리치고 최종 우승자가 되어‘국민 DJ’로서 상금 5000만 원과 함께 자신의 이름을 내건 라디오 정규 프로그램 진행을 맡는다.
이예랑은 3월 26일부터 SBS 러브FM에서 프라임 타임인 오후 9시부터 1시간 동안 프로그램을 진행한다.